# 梅田陸空
梅田 陸空（うめだ りく、2000年10月27日 - ）は、大阪府箕面市出身のプロサッカー選手。Jリーグ・ベガルタ仙台所属。ポジションはゴールキーパー（GK）。

## 来歴

### プロ入り前
187cmの長身と抜群の身体能力から繰り出すセービングとPKストップが持ち味。
3年次に他のJリーグクラブの練習に参加してプロになりたい意欲は持っていたが、翌年の第46回総理大臣杯で初戦、3回戦、準決勝でPKを止めて明治大、駒沢大等の強豪校を破りメディアに最も存在感を見せたと言われる活躍で大阪学院大学を初の決勝へと導いた。
2022年11月2日、2023年シーズンからのベガルタ仙台の入団が発表された。

### ベガルタ仙台
入団して暫くはベンチ入りすら出来ない状態だった。2024年8月17日の明治安田J2第27節鹿児島ユナイテッド戦でベンチ入りしたが、先発のGK松澤香輝がプレー続行不能となり急遽、後半10分にプロ入り初出場を果たした。

## 所属クラブ
- 2007年 - 2012年 アオヤマSC
- 2013年 - 2015年 箕面四中
- 2016年 - 2018年 大阪学院大高
- 2019年 - 2022年 大阪学院大学
- 2023年 -  ベガルタ仙台

## 個人成績
| 国内大会個人成績 | 国内大会個人成績 | 国内大会個人成績 | 国内大会個人成績 | 国内大会個人成績 | 国内大会個人成績 | 国内大会個人成績 | 国内大会個人成績 | 国内大会個人成績 | 国内大会個人成績 | 国内大会個人成績 | 国内大会個人成績 |
| 年度             | クラブ           | 背番号           | リーグ           | リーグ戦         | リーグ戦         | リーグ杯         | リーグ杯         | オープン杯       | オープン杯       | 期間通算         | 期間通算         |
| 年度             | クラブ           | 背番号           | リーグ           | 出場             | 得点             | 出場             | 得点             | 出場             | 得点             | 出場             | 得点             |
| 日本             | 日本             | 日本             | 日本             | リーグ戦         | リーグ戦         | リーグ杯         | リーグ杯         | 天皇杯           | 天皇杯           | 期間通算         | 期間通算         |
| ---------------- | ---------------- | ---------------- | ---------------- | ---------------- | ---------------- | ---------------- | ---------------- | ---------------- | ---------------- | ---------------- | ---------------- |
| 2023             | 仙台             | 21               | J2               | 0                | 0                | -                | -                | 0                | 0                | 0                | 0                |
| 2024             | 仙台             | 21               | J2               | 1                | 0                | 0                | 0                | 0                | 0                | 1                | 0                |
| 2025             | 仙台             | 21               | J2               |                  |                  |                  |                  |                  |                  |                  |                  |
| 通算             | 日本             | 日本             | J2               | 1                | 0                | 0                | 0                | 0                | 0                | 1                | 0                |
| 総通算           | 総通算           | 総通算           | 総通算           | 1                | 0                | 0                | 0                | 0                | 0                | 1                | 0                |

出場歴
- Jリーグ初出場 2024年8月17日 J2第27節 鹿児島ユナイテッドFC戦（ユアテックスタジアム仙台）

## タイトル

### クラブ

#### 大阪学院大学
- 第46回総理大臣杯全日本大学サッカートーナメント：準優勝